# Preboj (slovenski film)
Preboj je slovenski nizkoproračunski partizanski film iz leta 2019. Režiral ga je Dejan Babosek.

### Zgodba
Marca 1945 se je v hudi zimi skupina 500 partizanov umaknila na visokogorsko planoto. Obkolila jih je SS divizija z 12 tisoč vojaki. Po peturni bitki so se pod vodstvom Franca Severja - Frante prebili na prostost.
Zgodba o bitki na Menini planini temelji na Frantini knjigi spominov, vključeni so bili še spomini kurirja Franca Bere, radiotelegrafista Rudija Fajferja, šifrantke Valerije Skrinjar Trvz ter mitraljezca Jožeta Strniše.

### Financiranje in produkcija
Vrednost projekta je bila ocenjena na 40.000 evrov. Dodani so bili arhivski filmski material in fotografije. Zveza združenj borcev za vrednote NOB Slovenije se je projekta lotila z lastnimi sredstvi ter s pomočjo donatorjev in sponzorjev. Donatorji določene višine zneska so dobili značko ali dve karti za ogled filma. Na slovenski spletni platformi za množično financiranje Adrifund so načrtovali zbiranje 10.000 evrov, dobili so jih 12.901 od 271 podpornikov. Skupaj je darovalo približno 1000 posameznikov.
Jeseni 2018 so opravili zgodovinske raziskave, naredili scenarij in posneli intervjuje s preživelimi borci. Snemanje se je začelo februarja 2019, končali so ga v 12 snemalnih dneh, snemali so na Veliki planini ter v Kamniku z okolico. Težave so imeli s spreminjajočim se vremenom in pomanjkanjem snega. Logistično podporo je nudilo Kulturno zgodovinsko društvo Triglav.
Najprej so načrtovali igrano-dokumenatrni film, nato pa so se odločili izdati najprej igranega, nato pa še igrano-dokumentarnega.

### Promocija
Predstavitev filma je bila 12. oktobra 2019 v mestni hiši v Ljubljani. Pri Prešernovem spomeniku so igralci v vlogah nemških vojakov in partizanov prikazali zasedbo in osvoboditev Ljubljane. Prisotna sta bila tudi Milan Brglez in Svetlana Makarovič.

## Odziv v medijih, pri kritikih in gledalcih

### Mediji
Nova24tv.si je Franto označila za vojnega zločinca in lažnivca ter zasmehovala Preboj zaradi številnih orožarskih pomanjkljivosti.

### Kritiki
Anžeta Lebingerja film kljub dobrim namenom ni navdušil zaradi slabe nemščine in maloštevilnosti nemških vojakov, neprepričljivega trpljenja partizanov, odsotnosti vélikih igralcev, premajhnega proračuna in Baboskovega okornega scenarija.
Za Gorazda Trušnovca je žanr partizanskega filma zaradi velikih režiserskih imen iz preteklosti preveč svet, da bi si Preboj zaslužil to oznako. Napisal je, da gre za naivni ljubiteljski poskus zgodovinske inscenacije, ki včasih deluje kot karikatura ali pa nenamerna parodija, tudi zaradi glasbene opreme. Film se mu zdi zanimiv, ker kaže na resnico o NOB, ki ni bila vedno zmagovit in pogumen. Omenil je tudi slovensko ljubezen do zgodb o vojaških debaklih (Dražgoška bitka, Pohorski bataljon in Krst pri Savici), t.i. »luzersko kulturosfero«. Zmagi grofa Andreja Turjaškega, poveljnika kranjskih čet, nad trikrat večjo turško vojsko pri Sisku konec 16. stoletja, in Teritorialne obrambe RS nad JLA se mu zdita v primerjavi s partizanščino za današnji čas preveč politično nekorektni.
Marcel Štefančič jr. je dal oceno »proti«.

### Obisk v kinu
Film je videlo 17.004 gledalcev.

## Zasedba
- Domen Valič: komandant Franc Sever - Franta
- Jernej Gašperin: radiotelegrafist Rudolf Pfeiffer
- Ana Špik: šifrantka Valerija Skrinjar Tvrz
- Lovro Zafred: mitraljezec Jože Strniša
- Denys Bilash: kurir Franc Bera
- Rok Vihar: general SS Erwin Rösener
- Jan Bučar: dr. Lazo
- Miha Rodman: komandant vdv bataljona

- Dominik Vodopivec: partizan Dan
- Marko Plantan: SS poročnik Johaness Krepp
- Andrei Lenart: partizan Lovro
- Darja Krhin: bolničarka Ana
- Valentina Plaskan: bolničarka Vesna
- Darko Nikolovski: partizan Harkov
- Tines Špik: komandant brigade
- Tjan Premzl: sine

## Ekipa
- producenti: Jernej Brajer, Aljaž Verhovnik in Dejan Babosek
- fotografija. Gregor Kitek
- glasba: Tim Žibrat
- montaža: Dejan Babosek
- scenografija: Urška Mazej
- kostumografija: Barbara Drmota
- maska: Barbara Hren in Darja Krhin
- zvok: Borut Berden

## Nagrade

### 23. Festival slovenskega filma 2020
- vesna občinstva
- vesna za posebne dosežke

## Izdaje na nosilcih
- Preboj. video DVD. Vojnik: Fivia, 2020